# Desulfurococcaceae
Las desulforococáceas (Desulfurococcaceae) son una familia de microorganismos en forma de disco pertenecientes al orden Sulfolobales, en el dominio Archaea. Los miembros de esta familia se distinguen de las otras familias del orden por tener una temperatura de crecimiento óptima por debajo de 100 °C, en vez de superior a 100 °C y por ser más diversos. Se han identificado 7-10 géneros en esta familia (ver cuadro de clasificación).